# Synagoge Montmartre

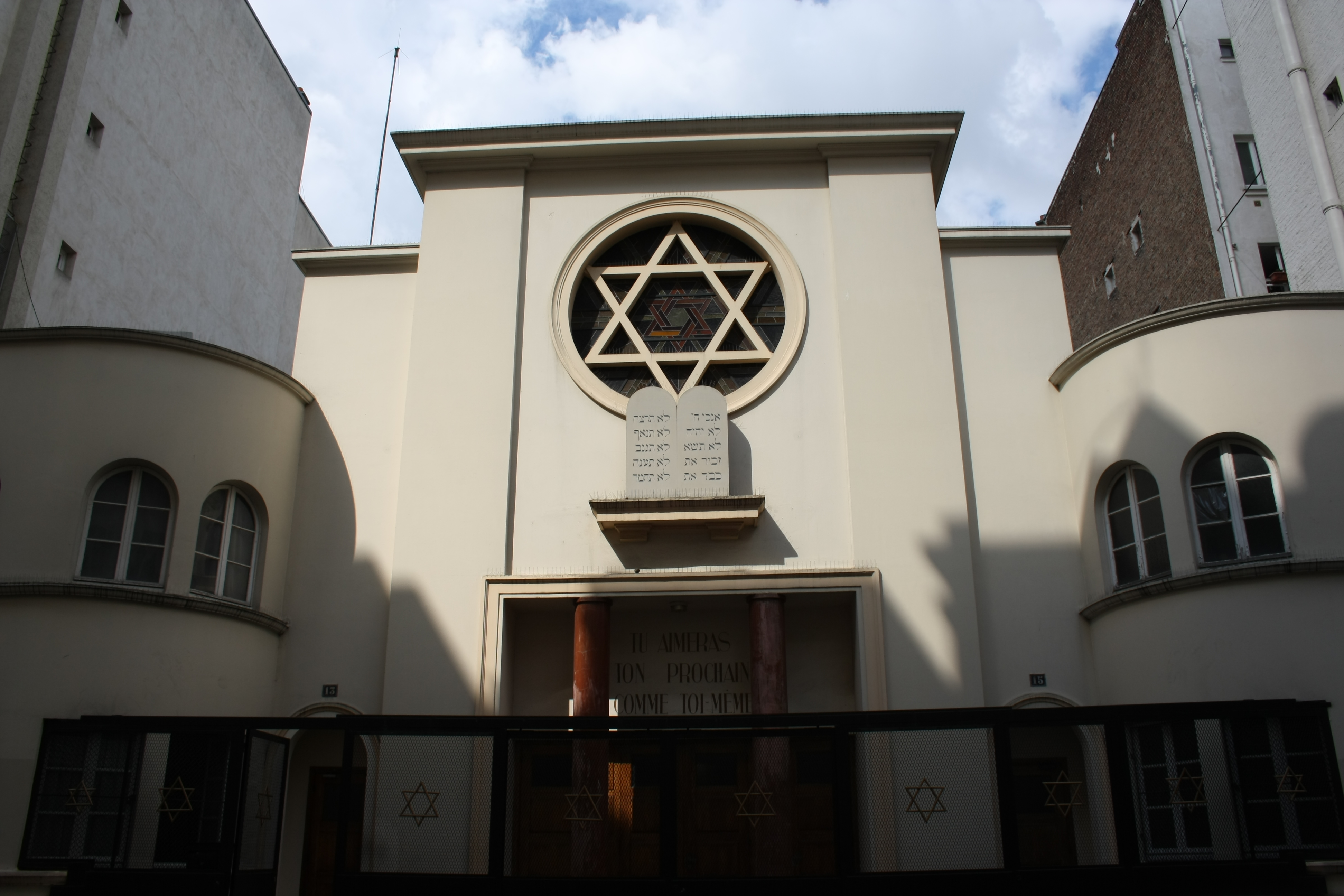
Synagoge von Montmartre

Die Synagoge von Montmartre ist eine Synagoge im Pariser Stadtviertel Montmartre. Sie wurde 1939 bis 1940 von der Association cultuelle israélite de Paris (Israelitische Kultusgemeinde von Paris, A.C.I.P.) unter dem Architekten Germain Debré errichtet. Sie befindet sich in der Rue Saint-Isaure Nr. 13 im 18. Arrondissement. Die nächsten Métrostationen sind Jules Joffrin an der Linie 12 und Simplon an der Linie 4.

## Geschichte

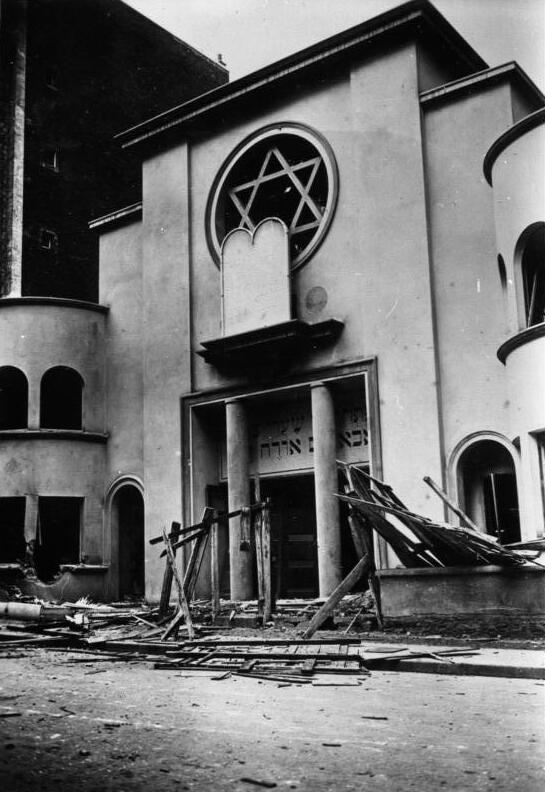
Synagoge von Montmartre nach dem Attentat vom 3. Oktober 1941

In den 1880er Jahren hatten sich viele jüdische Einwanderer um Montmartre angesiedelt. 1907 kaufte die Association cultuelle israélite de Paris ein ehemaliges Theater mit 400 Plätzen, das der Architekt Lucien Hesse zur Synagoge umbaute. Der Kauf des Gebäudes wurde durch eine Spende der Gemahlin von Edmond de Rothschild ermöglicht. Am 27. Juni 1907 wurde die Synagoge durch den Großrabbiner J. H. Dreyfuss eingeweiht. Sehr bald erwies sich das Gebäude als zu klein und veraltet. Bereits ab 1936 entwarf der Architekt Germain Debré Pläne für eine neue Synagoge. Am 9. Juli 1939, ein knappes Jahr, nach dem die Synagogen in Deutschland in der sogenannten Reichspogromnacht zum großen Teil zerstört wurden, erfolgte die Grundsteinlegung für die neue Synagoge von Montmartre. Bei den Attentaten auf Pariser Synagogen am 3. Oktober 1941 wurde die Synagoge von Montmartre durch einen Bombenanschlag schwer beschädigt.

## Architektur
Die Synagoge von Montmartre ist eine Betonkonstruktion. Im Gegensatz zu ihrem bescheidenen Vorgängerbau weist die Fassade der neuen Synagoge einen monumentalen Charakter auf. An den erhöhten Mitteltrakt schließen sich auf beiden Seiten zweistöckige, abgerundete und von großen Fenstern durchbrochene Seitenflügel an. Zwei Säulen, eine Anspielung auf die Säulen des Tempels Salomons, tragen den Türsturz des Portals. Im Zentrum der Fassade befindet sich eine große Fensterrose, deren Speichen den Davidstern (Magen David) bilden. Unter der Rosette sind zwei große Steinplatten in Form der Gesetzestafeln angebracht, auf denen in hebräischer Schrift die Zehn Gebote eingemeißelt sind. Über dem Eingang steht in Französisch die Inschrift: Liebe deinen Nächsten wie dich selbst.
Der Grundriss der Synagoge ist fast quadratisch. Auf drei Seiten umlaufen Emporen den Innenraum. Die Bima steht vor dem Toraschrein und nicht in der Mitte des Raumes wie in den orthodoxen Synagogen üblich. Der Toraschrein ist von einem Rahmen aus Marmor eingefasst. In seiner Mitte prangt der Davidstern mit den Gesetzestafeln. Über der Bima, die von achtarmigen Leuchtern umgeben ist, befindet sich eine kleine, von Glassteinen durchbrochene Kuppel. Die Wände sind mit hebräischen Inschriften versehen. Die Balustraden der Emporen tragen die Namen der Patriarchen, der biblischen Könige, der Propheten und – was seltener vorkommt – die Namen berühmter Frauen der Bibel. Auf den Fußbodenfliesen des Vorraumes ist der Davidstern dargestellt.